# NGC 4367
NGC 4367 – gwiazda podwójna znajdująca się w gwiazdozbiorze Panny. Zaobserwował ją Heinrich Louis d’Arrest 19 kwietnia 1865 roku i skatalogował jako obiekt typu „mgławicowego”. Poszczególne gwiazdy mają jasność obserwowaną 15 i 17m.